# Zlatko Manojlović
Zlatko Manojlović, född 1951 i Belgrad, är en serbisk rockgitarrist och sångare. Han är känd som frontfigur för det progressiva rockbandet Dah och för heavy metalbandet Gordi, samt för sin solokarriär. Han är gift med sångerskan Izolda Barudžija, som han hade musikprojektet Vox tillsammans med.

## Biografi
Manojlovićs professionella musikkarriär började 1969, då han blev gitarrist i rockbandet Džentlmeni. Bandet splittrades 1972. Tillsammans med Branislav Marušić bildade Manojlović det progressiva rockbandet Dah 1972. Efter att de släppte sitt debutalbum Veliki cirkus 1974 flyttade de till Belgien och bytte namn till Land. I Belgien släppte de det engelskspråkiga albumet Cool Breeze. De återvände till Jugoslavien 1976, återtog det gamla bandnamnet och släppte albumet Povratak. Kort därefter splittrades gruppen. Manojlović bildade därefter hårdrocksbandet Gordi 1977, som släppte fem album. Gruppen splittrades 1984.
Manojlović påbörjade sin solokarriär 1975 och släppte ett antal singlar under 1970-talet. Han fick en hit med instrumentalen Jednoj ženi 1977. Han släppte sitt första soloalbum, Zlatko i njegove gitare, 1980 och som endast bestod av egenkomponerade instrumentaler samt en coverversion av Django Reinhardts komposition Nuages. Manojlović lämnade Jugoslavien 1984 och var under 1980-talet verksam som musikproducent, vid sidan om sin solokarriär. Tillsammans med sin fru Izolda Barudžija var han medlem i projektet Vox, och de gav ut två studioalbum. Paret bor idag i Tyskland.

## Diskografi

### Med Dah
- Veliki cirkus (1974)
- Cool Breeze (1975)
- Povratak (1976)

### Med Gordi
- Čovek (1978)
- Gordi 2 (1979)
- Gordi 3 (1979)
- Pakleni trio (1981)
- Kraljica smrti (1982)

### Soloalbum
- Zlatko i njegove gitare (1980)
- Zlatko (1982)
- Jednoj ženi (1983)
- Zlatko (1986)
- Blue Heart (1994)
- Zlatko (1995)
- Zlatko (1997)

### Med Vox
- Vox (1996)
- Vox (1998)